# Гліб Святославич (князь брянський)
Гліб Святославич (? —6 грудня 1340) — Великий князь Чернігівський та князь Брянський у 1333/1334—1340 роках.

## Життєпис
Походив з династії Мономаховичів, гілки Ростиславичів Смоленських. Син Святослава Глібовича, Великого князя Чернігівського. У 1310 році після смерті батька втік до Смоленська, а потім Москви. У 1333 або 1334 році Гліб Святославич був посаджений на брянський престол московським великим князем Іваном I Калитою. Це відбулося після поразки попереднього князя Дмитра Олександровича у військовій кампанії проти великого князівства Смоленського.
Гліб був непопулярний в Брянську, оскільки напевне здійснював промосковську політику. 1340 року після смерті Івана Калити брянці підняли заколот. 6 грудня 1340 року народне віче витягнуло князя з церкви, де той шукав притулку, піддано катуванням. Незважаючи на вмовляння митрополита Феогноста, заколотники вбили князя після чого до влади повернувся Дмитро Олександрович.
Про дітей Гліба Святославича в літописах нічого не повідомляється. Дослідник родоводів С. Веселовський припустив, що сином Гліба міг бути Олександр (пом. після 1367), князь Псковський у 1341 році. Дослідник ототожнив цього князя з можливим родоначальником династії Всеволожів та князів Заболоцьких. 